# Balara
Balara – gaun wikas samiti w środkowej części Nepalu w strefie Dźanakpur w dystrykcie Sarlahi. Według nepalskiego spisu powszechnego z 2001 roku liczył on 1457 gospodarstw domowych i 6568 mieszkańców (3080 kobiet i 3488 mężczyzn).